# Mosesbrunnen (Bern)

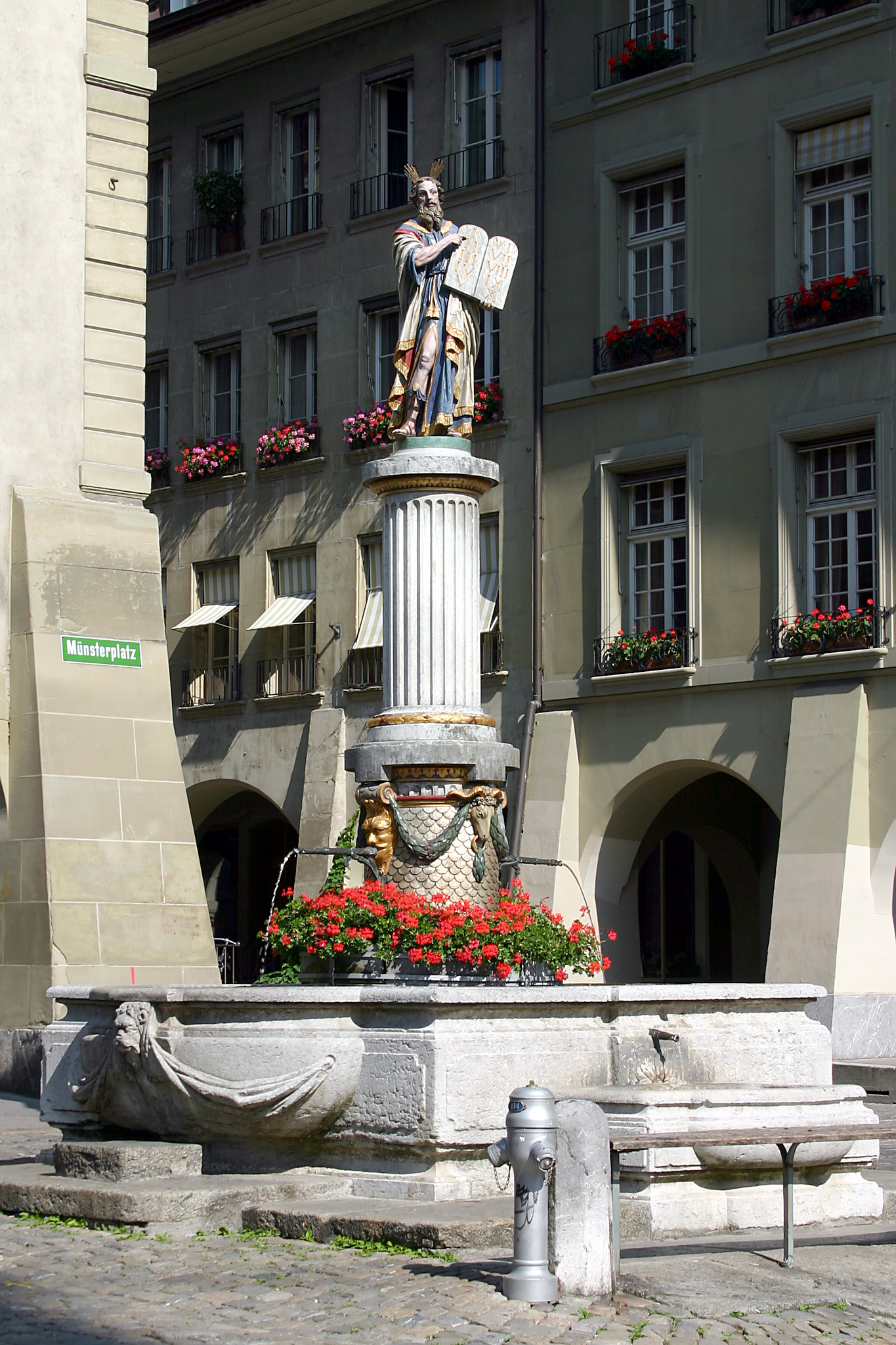
Der Mosesbrunnen in Bern

Der Mosesbrunnen ist ein 1791 erbauter Figurenbrunnen auf dem Münsterplatz in der Berner Altstadt, Schweiz.

## Geschichte
Ein erster Brunnen mit Mosesfigur wurde an Stelle einer älteren Anlage im Sommer 1544 geschaffen; bis zur Mitte des 16. Jahrhunderts hiess er Brunnen by her Nollen hus. 1740 war das Standbild derart verwittert, dass man es entfernte. Nachdem zwischenzeitlich eine Fontänenanlage bestanden hatte, wurde diese 1791 durch den heutigen Brunnen ersetzt. Den Trog und die Säule entwarf vermutlich Niklaus Sprüngli, und die Brunnenfigur stammt von Nikolaus Sporrer aus Konstanz.
Die Brunnenfigur stellt Moses dar, der in seiner Linken die beiden Gesetzestafeln mit den 10 Geboten hält und mit der Rechten auf das zweite Gebot zeigt: «Du sollst dir kein Bildnis noch irgendein Gleichnis machen.»
Der Brunnen wurde ca. 1951 und 2014/2015 instand gesetzt.
Nach der Renovation 2015 begann die Stadt Bernab 2016 jährlich (Unterbruch während Corona) im März eine Degustation der Weine des Stadtberner Weingutes La Neuveville unter dem Namen "Le Neuveville Nouveau" bei dem Mosesbrunnen zu veranstalten und dort Berner Weine kostenlos zur Verkostung auszuschenken.

## Trinkwasser
Das Trinkwassernetz von Energie Wasser Bern (ewb) versorgt den Brunnen mit Trinkwasser, dessen Qualität regelmässig überprüft wird.